# Батерия
Батерия е наложилото се на практика обобщено наименование за всички видове източници на ток без подвижни части. Най-често се използва за електрохимичните източници на ток, състоящи се от един или няколко електрохимични елемента (клетки) като например галванични елементи, акумулатори, но също така и за горивни клетки и слънчеви батерии.
В силовата електротехника се използват и т. нар. кондензаторни батерии, които са група от кондензатори.

## История
През 1780 г. Луиджи Галвани открил, че ако два различни метални електрода (напр. цинк и мед) се потапят в разтвор на сол, а след това тези два метала се допират едновременно до различни части от нерва на жабешки крак, това предизвиква съкращение (свиване) на мускула му. Той нарекъл това явление „животинско електричество“. По-късно комбинацията от двата метала и електролита е наречена „клетка на Галвани“ или „галваничен елемент“. Подобен на галваничния елемент е волтовият стълб (наричан също електрохимичен елемент или клетка), изобретен от Алесандро Волта през 1800 г. Тези открития проправят пътя на електрическите батерии.

## Произход и употреба на думата
Батерия по принцип означава съвместно работеща група от еднакви устройства. Терминът „батерия“ е взет от терминологията на военните, където „батарея“ (след като френската дума batterie преминала през руски) означава комбинация от няколко оръдия. Аналогично, взаимното свързване на няколко галванични клетки е дадено на този термин. От втората половина на 20-ти век използването на термина „батерия“ се разширява и включва и отделни (единични) първични или вторични клетки, т.е. всеки източник на ток е „батерия“, даже и когато се състои от един елемент (клетка).
„Батерия“ вече е както общият термин за всяко устройство за съхранение на енергия, така и, в по-тесен смисъл, обозначението за основна батерия, първичен източник, който не може да се зарежда. Зареждаемите батерии се наричат вторични батерии или акумулатори.
Друго разграничение се прави между автомобилни (стартерни) акумулатори за моторни превозни средства, задвижващи батерии (тягови акумулатори) и акумулаторни батерии с дълбок цикъл за електрически превозни средства и стационарни, като непрекъсваеми захранвания. Тези батерии винаги са акумулатори.
Друг клас батерии са тези, използвани за захранване на малки, предимно преносими устройства, като часовници, радиостанции, играчки, фенерчета и др., но и на постоянно монтирани устройства като напр. детектори за дим. Тези батерии трябва да са компактни, да могат да се използват във всяка позиция, да са леки и все пак механично здрави. При нормално съхранение и използване в устройството, те не трябва да изтичат или да изпускат газ. Предлагат се в търговската мрежа в различни версии на базата на цинк-въглерод или алкално-манган. Цинк-въглеродните батерии стават все по-редки от 2000-те години и почти не се произвеждат днес.
Батериите се произвеждат отдавна, много от тях имат стандартизирани размери и означения, както и широко известни неофициални наименования.
В някои краища на България се среща съвсем особена употреба на думата. Там „батерия“ е фенерче, а на самите батерии им се казва „вътрешност на батерия“.

## Елемент или клетка
И двете понятия са технически коректни. Обикновено „елементи“ се наричат галваничните източници, а „клетки“ – акумулаторните елементи. Казва се:
Плоската батерия е направена от три отделни сухи елемента, свързани последователно;
Автомобилните акумулатори са с по 6 клетки с напрежение 2 волта, общо 12 волта.

## Видове батерии
Поради разнообразните области на приложение с много различни изисквания по отношение на напрежение, мощност и капацитет, днес има много видове батерии. Те са диференцирани например
- според химичния състав
- според размера/дизайна
- според електрически параметри (напрежение, капацитет и т.н.)

Според свойството си да бъдат зареждани или не:
- еднократни – първични батерии
- акумулаторни (зареждащи се) – вторични батерии

### Според химичния състав
Различни видове, наречени според използваните материали:
- Стандартни батерии
  - Алкално-манганова батерия; 1,5 V номинално напрежение на клетка
  - Цинково-хлоридна батерия; 1,5 V за клетка (почти напълно заменена от алкално-мангановите батерии)
  - Цинково-въглеродна батерия; 1,5 V за клетка (в Европа почти напълно са заменени от алкално-манганови батерии, с изключение на няколко по-големи типоразмера)
- Специални батерии
  - Цинково-въздушна батерия; 1,4 V за клетка
  - Живачно-цинкова батерия; 1,35 V за клетка
  - Сребърно-цинкова батерия; 1,55 V за клетка
  - Никел-оксихидроскидна батерия; 1,7 V за клетка
  - Литиева батерия; според материала на катода от 1,8 V (FeS2) до 3,7 V (SOCl2)
  - Литиево-желязносулфидна батерия; 1,5 V за клетка
  - Алуминиево-въздушна батерия; 1,2 V за клетка
  - Биобатерия на базата на магнезий/NaCl/желязо+молибден+волфрам, разгражда се в тялото[1]
- Исторически батерии
  - Елемент на Едисън-Лаланд; 0,75 V за елемент

В допълнение, съществуват доста екзотични галванични клетки, например лимонови клетки, които се използват за експерименти и за илюстриране на принципа на функциониране на основната химическа редокс реакция.

### Според размер/дизайн
Има много названия на батериите, стандартизирани от IEC и някои от ANSI, както и неофициални имена, особено за деветте най-често срещани категории. В резултат на това една и съща характеристика на батерията може да бъде определена с различни означения.
Цилиндрични батерии, чиято обща височина е по-малка от диаметъра ѝ, се означават като миниатюрни батерии.

#### Означения съгласно IEC-60086
В означението по IEC-60086 има букви:
- R за кръгла (от round), т.е. цилиндрична батерия,
- F за плоска (от flat), каквито са напр. миниатюрните („часовникови“) батерии,
- S за правоъгълна (от square), т.е. във форма на призма.

Тези букви могат да бъдат предшествани от друга буква за идентифициране на батериите според техния химичен състав:
| Буква  | Химичен състав                                                    |
| ------ | ----------------------------------------------------------------- |
| [няма] | Цинково-въглеродна батерия                                        |
| A      | Цинково-въздушна батерия                                          |
| B      | Литиево-графит-флуоридна батерия                                  |
| C      | Литиево-манганоксидна батерия                                     |
| E      | Литиево-тионилхлоридна батерия                                    |
| F      | Литиево-желязосулфидна батерия                                    |
| G      | Литиево-меднооксидна батерия                                      |
| H      | Никел-металхидриден акумулатор                                    |
| K      | Никел-кадмиев акумулатор                                          |
| L      | Алкална батерия Презареждаеми алкално-манганови акумулатори (RAM) |
| P      | Цинково-въздушна батерия                                          |
| S      | Сребърно-цинков акумулатор                                        |
| Z      | Никел-цинков акумулатор                                           |

Тези букви могат да бъдат предшествани от число, за да обозначат броя на последователно свързаните размери на клетките в опаковката.
| Число  | Пример по IEC-60086                                                                                |
| ------ | -------------------------------------------------------------------------------------------------- |
| [няма] | R03 (1 елемент от размер R03)                                                                      |
| 2      | 2R10 (2 елемента от размер R10)                                                                    |
| 3      | 3R12 (3 елемента от размер R12)                                                                    |
| 4      | 4LR44 (4 елемента от размер LR44)                                                                  |
| 6      | 6F22 (6 плоски елемента от размер F22) 6LR61 (6 кръгли клетки от размерe LR61, напоследък LR8D425) |
| 15     | 15F20 (15 плоски елемента от размер F20)                                                           |

Отклоняващите се конструкции и видове свързвания или отклоняващи се електрически характеристики се отбелязват със суфикс.
| До 1990 г. | След 1990 г. | Забележка                                                                                                 |
| ---------- | ------------ | --- |
| R6P        | R6P          | Мощна цинково-въглеродна батерия от тип R6                                                                |
| R6         | R6S          | Обикновена цинково-въглеродна батерия от тип R6                                                           |
| 4R25X      | 4R25X        | Контакти на клемите от винтова пружина; последователно свързвани четири клетки R25                        |
| 4R25Y      | 4R25Y        | Винтови клеми; последователно свързвани четири клетки R25                                                 |
| 4R25/2     | 4R25-2       | Две вериги от по четири последователно свързани клетки R25, веригите съединени паралелно; с винтови клеми |

## Тенденции в развитието
Нанотехнологиите предлагат нови подходи за производството на нови типове материали с непостижими дотогава свойства, оказали влияние в производството на литиево-йонните батерии. Литиево-йонните батерии са най-използваният вид батерии за потребителска електроника – използват се в преносими компютри, мобилни телефони, музикални плейъри и дори електрически автомобили.
Учени от Станфордския университет публикуват материал на 19 декември 2007 г. за нов метод на производство на литиево-йонни батерии чрез прилагане на силициеви нишки в наномащаб.  Това откритие ще предостави възможност за производството на батерии с 10 и повече пъти по-голям капацитет, и то с използването на вече съществуващи технологии – т.е. въвеждането в употреба на новия начин на производство може да бъде извършено сравнително бързо, ефикасно и без големи инвестиции в нов тип производствено оборудване.

## Алтернативи
За същото предназначение се използват и механични устройства, произвеждащи ток, напр. динамо, горивни клетки, акумулатори, UPS-устройства или суперкондензатори.